# Jamesonia scalaris
Jamesonia scalaris là một loài thực vật có mạch trong họ Adiantaceae. Loài này được Kunze miêu tả khoa học đầu tiên năm 1844.